# Zeyrek
Zeyrek é um bairro de Istambul, Turquia, que faz parte do distrito de Fatih. Encontra-se ao lado dos bairros de Balat e Fener, numa zona alta virada para o Corno de Ouro. O seu nome provém de um dos seus principais monumento, a Mesquita de Zeyrek, que no período bizantino era a igreja do Mosteiro de Cristo Pantocrator. É um bairro pobre, mas muito pitoresco, onde ainda se encontram muitas casas tradicionais otomanas de madeira.
Além da mesquita de Zeyrek, encontra-se também no bairro a pequena Mesquita de Şeyh Süleyman (em turco: Şeyh Süleyman Mescidi; "Pequena Mesquita do Xeque Süleyman"), a qual também fazia parte do Mosteiro do Pantocrator, e diversas cisternas bizantinas.